# Liriomyza guadeloupensis
Liriomyza guadeloupensis este o specie de muște din genul Liriomyza, familia Agromyzidae, descrisă de Martinez în anul 1992.
Este endemică în Guadeloupe. Conform Catalogue of Life specia Liriomyza guadeloupensis nu are subspecii cunoscute.